# Jeffrey Sachs

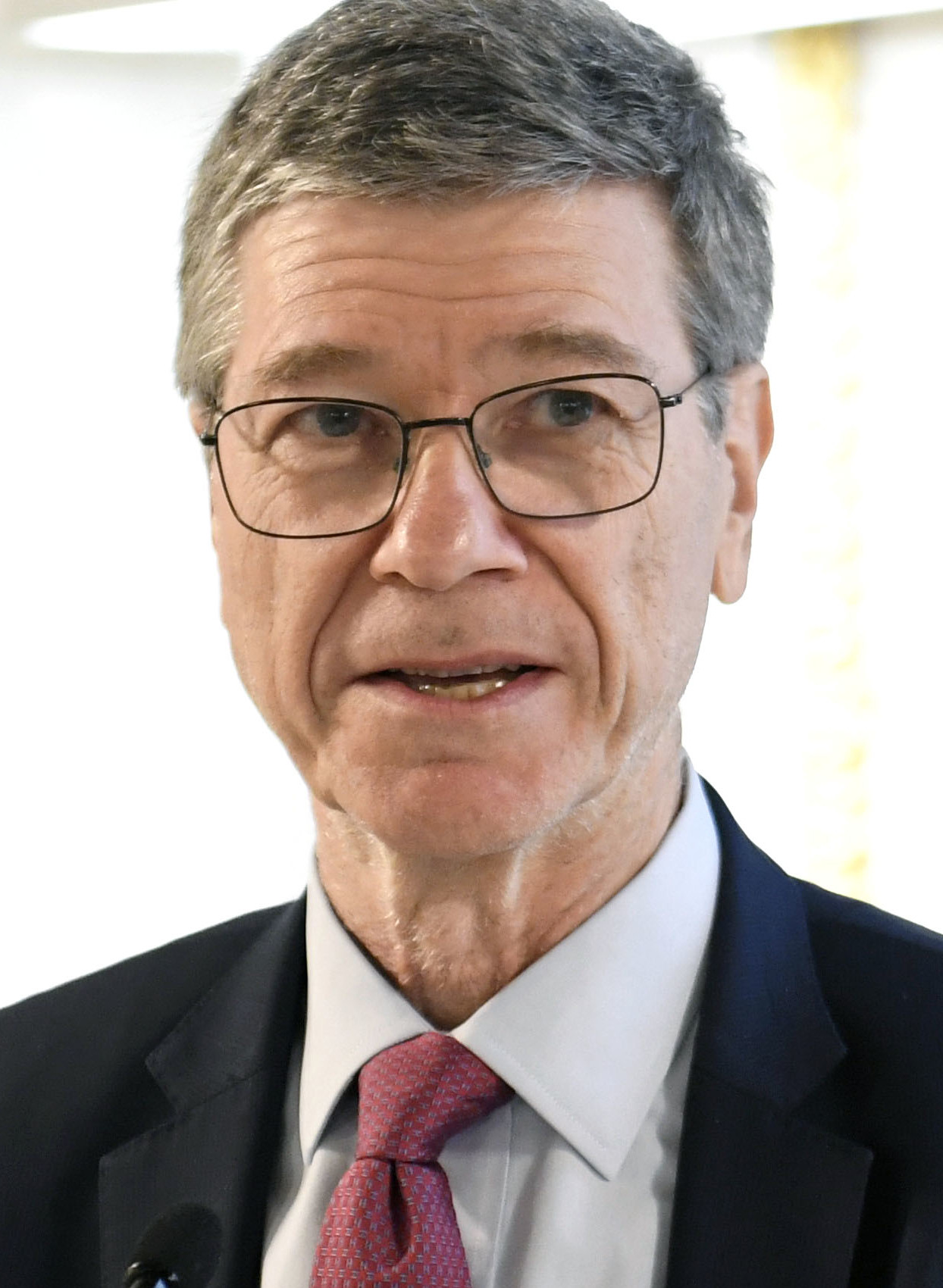
Jeffrey Sachs, 2019

Jeffrey David Sachs [sæks], (geboren am 5. November 1954 in Detroit) ist ein US-amerikanischer Ökonom und Professor an der Columbia-Universität, wo er Direktor des Center for Sustainable Development am dortigen Earth Institute ist, dessen Leiter er von 2002 bis 2016 war. Er war von 2002 bis 2006 Sonderberater der Millennium Development Goals. Er ist Direktor des UN Sustainable Development Solutions Network an der Columbia-Universität. Von 2001 bis 2018 war er Sonderberater der UN-Generalsekretäre Kofi Annan, Ban Ki-moon und Antonio Guterres. Von 2002 bis 2006 war er Direktor des Projekts der UN zu den Millenniums-Entwicklungszielen. Er ist Mitherausgeber des World Happiness Report.
Sachs hat mehrere Bücher publiziert, darunter drei New York Times Bestseller: Das Ende der Armut (2005), Common Wealth: Economics for a Crowded Planet (2008) und The Price of Civilization (2011).

## Leben
Sachs ist das zweite Kind von Joan Abrams, einer Sozialarbeiterin, und Theodore Sachs, einem Anwalt für Arbeitsrecht, der sich für gewerkschaftliche Anliegen der Arbeiter einsetzte. Seine ältere Schwester ist die Times-Journalistin Andrea Sachs. Die Familie gehörte zur wohlhabenden Mittelschicht. Theodore Sachs war der Sohn von Abraham Sachs and Esther Silverman, die mit ihren Familien aus Russland eingewandert waren; Joan Abrams’ Vater stammte aus Österreich-Ungarn und flüchtete nach dem Zweiten Weltkrieg aus der CSSR in die USA. Sachs, der sich zum Judentum bekennt, erwähnt die jüdische Kultur und Erziehung als wichtige Faktoren seiner Persönlichkeit: Etwa das erste, was er als Kind von Eltern und Großvater gehört habe, sei Tikkun Alum gewesen. „Es blieb mir als Grundidee im Gedächtnis: Versuche, die Welt zu heilen.“ Er wuchs in der jüdischen Gemeinde in Detroits wohlhabendem Vorort Oak Park, auf und besuchte die dortige High School. Seinen Wunsch, Wirtschaftswissenschaften zu studieren, führt Sachs auf Detroit zurück, wo 1967 eine Flucht der Weißen und Unruhen stattfanden. Oft habe er über die Kluft zwischen Reichtum und Armut in der Stadt nachgedacht.
Jeffrey D. Sachs erhielt 1976 seinen Bachelorabschluss mit dem Prädikat summa cum laude am Harvard College, anschließend einen Masterabschluss in Ökonomie an der Harvard University. 1980 schloss er an derselben Universität sein PhD-Studium in Ökonomie mit der Dissertation Factor Costs and Macroeconomic Adjustment in the Open Economy: Theory and Evidence ab. Er war zunächst Lehrbeauftragter, ab 1983 auch Professor an der wirtschaftswissenschaftlichen Fakultät der Universität.
Im Jahr 2002 wurde Sachs Direktor des Earth Institute at Columbia University, Professor für nachhaltige Entwicklung und Professor für Gesundheitspolitik und -management an der Columbia-Universität. Seine Tochter Lisa leitet dort das Columbia Center on Sustainable Investment.
Er ist verbunden mit dem National Bureau of Economic Research, einer Nichtregierungsorganisation. Sachs war außerdem Sonderberater für die Millenniums-Entwicklungsziele des Generalsekretärs der Vereinten Nationen Ban Ki-moon, Berater für den Internationalen Währungsfonds, die Weltbank, die OECD, die Welthandelsorganisation und das Entwicklungsprogramm der Vereinten Nationen.
In den 1980er- und 1990er-Jahren war er beratend für mehrere Staaten mit wirtschaftlichen Problemen aktiv: ab 1985 in Bolivien, ab 1989 in Polen, ab 1991 in Russland. 1989 schloss Jugoslawien mit dem Internationalen Währungsfonds (IWF) das sogenannte „Marković-Sachs-Programm“ ab, welches nur auf Drängen des IWF zustande kam. Innerhalb weniger Monate wurde 1989/90 eine radikale Importliberalisierung durchgeführt, die bis Ende 1990 2.435 Betriebe mit insgesamt 1,3 Millionen Beschäftigten in Konkurs gehen ließ. Das Bruttosozialprodukt Jugoslawiens sank 1990 um 7,5 % und 1991 um 15 %.
Vor allem die von ihm empfohlene Politik der raschen Privatisierung im Stil einer Schocktherapie (siehe auch Coupon-Privatisierung) trug ihm Kritik ein. Viele Ökonomen, wie zum Beispiel Joseph E. Stiglitz, sind der Meinung, dass diese radikal-neoliberale Herangehensweise zum raschen wirtschaftlichen Zusammenbruch des Ostblocks beigetragen habe. Ab 1994 war Sachs in Indien tätig, seit 1995 beschäftigt er sich besonders mit Afrika.
2004 und 2005 zählte das Time Magazine ihn zu den 100 einflussreichsten Menschen der Welt, als Teil der Kategorie Wissenschaftler und Denker.
Gemeinsam mit den Wissenschaftlern Heiner Flassbeck, Thomas Piketty, Dani Rodrik und Simon Wren-Lewis veröffentlichte er während der griechischen Staatsschuldenkrise im Juli 2015 einen offenen Brief an Angela Merkel, in dem sie aufgefordert wurde, Griechenlands Schulden zu reduzieren und der dortigen Regierung einen langen Zeitraum zur Rückzahlung der übrigen Schuld einzuräumen. Andrian Kreye kritisierte in der Süddeutschen Zeitung, dass die Autoren des Briefes ihre wissenschaftliche Objektivität aufgegeben und an Glaubwürdigkeit verloren hätten, um politisch Einfluss zu nehmen. Während der Verhandlungen, wenige Tage später, setzte Sachs auf Twitter zahlreiche Meldungen ab, in denen er sich empört über den deutschen Finanzminister und dessen Verhandlungsführung äußerte.

Im September 2020 gründete Sachs zusammen mit anderen im italienischen Parma die Regenerative Society Foundation, die er gemeinsam mit dem italienischen Kaffeefabrikanten Andrea Illy führt. Mitglied sind mehrere Unternehmen und Universitäten des Landes, die Banca Mediolanum und der B-Corp-Zusammenschluss. Ziel der Stiftung ist es, mit „einer regenerativen Wirtschaftsweise die natürlichen Lebensgrundlagen des Planeten […] wieder aufzubauen.“ Aufgabe ist, „die konkrete Umsetzung der regenerativen Ökonomie.“

## Wirken und Positionen
Seine Forschungsinteressen gelten insbesondere der Verbindung zwischen Gesundheit und wirtschaftlicher Entwicklung, ökonomische Geographie, Globalisierung, Transformation zur Marktwirtschaft, internationalen Finanzmärkten, internationaler makroökonomischer Politikkoordination, emerging markets, Entwicklungsökonomik und wirtschaftliches Wachstum, globalem Wettbewerb und makroökonomischer Wirtschaftspolitik in Entwicklungs- und Industrieländern. Seine Idee, Entwicklungshilfe auf einer „klinischen Analyse“ des jeweiligen konkreten Patienten zu begründen, verwirft alle einfachen Problemlösungsvorschläge.

### Strategie gegen die Armut
Seit den 1990er-Jahren kritisierte Sachs mehrfach den Internationalen Währungsfonds für seine Politik und warf Bankern ineffektive Investmentstrategien vor.
Sachs engagiert sich für weitgehenden Schuldenerlass für extrem arme Staaten und im Kampf gegen Krankheiten, insbesondere HIV/AIDS in Entwicklungsländern. Er kritisierte die WTO und den IWF, weil die Geldgeber dieser Organisationen nicht bereit seien, effektive Hilfe für die extrem Armen zu leisten. Der amerikanischen Regierung wirft er vor, dass sie nicht bereit sei, 0,7 % des Bruttosozialprodukts für Entwicklungshilfe zur Verfügung zu stellen.
In seinem New York Times Bestseller Das Ende der Armut stellte Sachs im ersten Teil seine Erfahrungen als Berater dar, im zweiten die Analyse der Ursachen extremer Armut, seine Lösungsvorschläge und Umsetzungspläne. Daniel W. Drezner von der New York Times sieht als sein Hauptargument, dass große Teile der Erde in einer „Armutsfalle“ steckten. Diese mache Gesellschaften durch negative Faktoren der Geografie, Infrastruktur und Gesundheitsversorgung unfähig, mehr als das nackte Überleben zu finanzieren. Marktfreundliche Politiken allein seien nach Sachs unzureichend: die Entwicklungshilfe müsse erhöht werden, diese führe zu höheren Renditen, diese wiederum zu Wachstum. Lösungen sieht Sachs in internationalen Interventionen bei Humankapital, Geschäftskapital, Naturkapital, öffentlichem institutionellen Kapital, Wissenskapital und Infrastruktur. Drezner begleitet Sachs’ ansteckenden missionarischem Eifer und Technokratieenthusiasmus mit Warnungen vor Sachs’ Ego, dem die Gabe der Untertreibung fehle. Experten könnten ein starkes Déjà-vu-Gefühl verspüren, da, so Drezner, Sachs’ Argumentation weitgehend mit Walt W. Rostows Modell in The Stages of Economic Growth von 1960 übereinstimme, das die Entwicklungsdiskussion bis in die 70er Jahre dominierte habe, dabei aber nur dürftige Ergebnisse für die Armen erbracht, vor allem aber zu Verschwendung und Korruption geführt hätte. Sachs unterschätze Kultur als wichtigen Faktor bei der Erklärung von Armut. Drezner hält es dennoch für aussichtsreich, wenn auch unwahrscheinlich, mit 150 Milliarden Dollar pro Jahr extreme Armut zu reduzieren. Selbst wenn The End of Poverty nur zur Hälfte richtig wäre, wäre der Nutzen enorm: „Mehr als 500 Millionen Menschen würde geholfen. Sachs hat keine sichere Lösung gefunden. Aber das bedeutet nicht, dass man nicht auf seine Wette setzen sollte.“ Auch William Easterly kritisierte die bescheidenen Erfolge der bisherigen Entwicklungspolitik, eine „Planer-Mentalität“ oder ein Top-Down-Ansatz seien wenig effektiv. Daraus entwickelte sich die so genannte Sachs-Easterly-Kontroverse.

### Zusammenarbeit mit dem Vatikan
Im Jahr 2015 gründete Sachs zusammen mit Marcelo Sánchez Sorondo die Ethics in Action Initiative. Papst Franziskus ernannte Sachs zum Akademiemitglied der Päpstlichen Akademie der Sozialwissenschaften. Sachs hatte 2019–2020 mehrere Vorträge in sechs Konferenzen des Vatikans gehalten. Sachs beriet zu Fragen der nachhaltigen Entwicklung im Kontext der Enzyklika Laudato si'. Sachs sagte in einem Interview am 7. November 2018, der Papst sei die „überzeugendste Führungsstimme auf dem Planeten.“ Sachs bezeichnete die Soziallehren der Kirche als absolut wichtig und überzeugend. Die Soziallehre der Kirche, so Sachs, biete eine ethische Sicht auf die Welt und gebe der Wirtschaft einen ethischen Rahmen. Allzu oft basiere die amerikanische Wirtschaftswissenschaft auf dem britischen Liberalismus, einer Tradition, deren ethische Dimension sich mit drei Worten zusammenfassen lasse: „Lasst mich in Ruhe“ (Leave me alone).

### Venezuela
Ein von Sachs und Mark Weisbrot verfasster Bericht aus dem Jahr 2019 behauptete, dass ein Anstieg der Zahl der Todesfälle um 31 % zwischen 2017 und 2018 auf die 2017 gegen Venezuela verhängten Sanktionen zurückzuführen sei und dass 40.000 Menschen in Venezuela infolgedessen gestorben sein könnten. In dem Bericht heißt es: „Die Sanktionen entziehen den Venezolanern lebensrettende Medikamente, medizinische Ausrüstung, Lebensmittel und andere wichtige Importgüter.“ Weisbrot erklärte, er könne „nicht beweisen, dass diese übermäßigen Todesfälle das Ergebnis von Sanktionen waren, sagte aber, dass die Zunahme parallel zur Verhängung der Maßnahmen und einem damit einhergehenden Rückgang der Ölförderung lief.“ Ein Sprecher des US-Außenministeriums kommentierte: „Wie die Autoren selbst einräumen, beruht der Bericht auf Spekulationen und Vermutungen.“

### Spekulationen zu COVID-19
Sachs erklärte öffentlich, er sei „ziemlich überzeugt“, wenn auch „nicht sicher“, dass COVID-19 aus der „US-Laborbiotechnologie“ stamme. Er zog die Möglichkeit eines Viruslecks aus einem „von den USA finanzierten Laborforschungsprogramm“ in Betracht, konzedierte aber, dass auch „ein natürliches Überspringen […] natürlich möglich gewesen sei, beide Vermutungen seien zu erwägen.“ Im August 2022 trat Sachs im Podcast von Robert F. Kennedy, Jr. auf. Im Interview mit Kennedy beschuldigte er den US-Gesundheitsbeauftragten Anthony Fauci, „nicht ehrlich“ über die Ursprünge von COVID zu sein.
Sachs fungierte als Vorsitzender der COVID-19-Kommission des Fachjournals The Lancet. Im September 2022 veröffentlichte ein von The Lancet zusammengestelltes Gremium einen umfassenden Bericht über die Pandemie, einschließlich eines Kommentars zum Ursprung des Virus. Dieser ließ den Ursprung des Virus offen und sagte nur, dass weitere Studien nötig seien um den Ursprung zu klären. Dies stand im Widerspruch mit einer Position, die Sachs als seine Privatmeinung bereits früher geäußert hat.

### Russischer Überfall auf die Ukraine
Im Juni 2022 unterzeichnete Sachs einen offenen Brief, in dem er zu einem Waffenstillstand aufrief und die anhaltende militärische Unterstützung der westlichen Länder für die Ukraine in Frage stellte. Er machte die USA für den russischen Überfall auf die Ukraine mitverantwortlich und äußerte, die NATO-Ausweitung auf die Ukraine, die Biden seit langem propagiert habe, sei ein gescheiterter Schachzug der USA. Die Neokonservativen, darunter auch Biden, hätten seit den späten 1990er Jahren geglaubt, dass die USA die NATO trotz Russlands lautstarker und langjähriger Opposition auf die Ukraine (und Georgien) ausweiten könnten. Dies habe Russland als existentielle Bedrohung seiner nationalen Sicherheit betrachtet und das mehrfach deutlich zu verstehen gegeben. Biden, der immer dem militärisch-industriellen Komplex gedient habe, und sein Team, das an die eigene Propaganda glaube, hätten mehrere Möglichkeiten zur friedlichen Einigung und zur Beendigung des aussichtslosen und gefährlichen Konflikts „verachtet, ignoriert oder blockiert und dabei oft die große Lüge verbreitet, dass nicht die USA, sondern Russland Verhandlungen ablehnt“. Im Februar 2023 bezeichnete er den Krieg als „absolut vermeidbar“. Er spiegele ein Vierteljahrhundert wachsender Spannungen zwischen den Vereinigten Staaten und Russland wider. Als Schlüssel zu den Ereignissen führte Sachs die unipolare Weltsicht der strategischen Führer der Vereinigten Staaten nach 1991 an, die zur Bombardierung Serbiens durch die NATO, den Kriegen im Irak und in Afghanistan und dem versuchten Sturz Assads mit Hilfe der CIA (Operation Timber Sycamore) sowie anderen verdeckten Operationen führte. Im Wesentlichen wurde laut Sachs der Weg zum Krieg auf dem NATO-Gipfel in Bukarest 2008 mit der Entscheidung Bushs beschritten, die NATO-Osterweiterung voranzutreiben. Der Krieg mit Russland habe erst mit dem „Putsch“ von 2014 richtig begonnen, in den die USA seiner Ansicht nach ebenso aktiv verwickelt gewesen sei wie in die Konflikte innerhalb der Ukraine zuvor und in die Aufrüstung der Ukraine danach. Der Krieg zwischen der Ukraine und Russland hätte mit einem Abkommen im Jahr 2021 noch verhindert werden können.
Im März 2023 unterzeichneten mehr als 300 Wirtschaftswissenschaftler den offenen Brief der Gruppe Economists for Ukraine, in dem diese Sachs widersprach und fünf seiner „wiederkehrenden Argumentationsmuster“ identifizierte und zu widerlegen suchte. Anders als Sachs behaupte, habe der Euromaidan seine Ursache lediglich in der Weigerung Janukovitschs, den Assoziierungsvertrag zu unterschreiben und in seinen folgenden Maßnahmen zur Unterdrückung der Opposition. Die NATO habe Russland nie bedroht, umgekehrt jedoch Russland/die Sowjetunion die Länder Europas. Die Krim sei integraler Bestandteil der Ukraine, ihre Besetzung durch Russland keine Garantie vor weiteren Annexionen. Sachs übernehme die Friedenspläne Russlands, die keine Gewähr vor weiterer Aggression böten. Die Ukraine sei kein zerrissenes Land, auch die Krim sei erst durch Genozide und Deportationen anders als ursprünglich bevölkert. In seiner Stellungnahme betonte Sachs, der Brief stelle seine Position falsch als irgendwie gegen die Ukraine gerichtet dar. „Dies ist ein sehr tiefes Missverständnis und das Gegenteil meiner Position.“ Sachs lud zu einer offenen Diskussion ein.

### US-amerikanischer Exzeptionalismus
In seiner Publikation von 2018 A New Foreign Policy. Beyond American Exceptionalism stellt Sachs dar, dass die ihm anachronistisch erscheinende Selbstwahrnehmung der USA als Ausnahmenation im 20. Jahrhundert zu einer Reihe von außenpolitischen Fehlentscheidungen wie Kriegen, Regimewechseln und Sanktionsregimen geführt hätte. Angesichts des relativen Bedeutungsverlusts der Vereinigten Staaten im Weltmaßstab hinsichtlich Handel, Industrieproduktion und Bevölkerungsanteil warnt Sachs die amerikanische Außenpolitik davor, sich weiter zu isolieren. Die „neue Seidenstraße“ und die chinesische Initiative Global Energy Interconnection Cooperation and Development sind für ihn Beispiele gelungener internationaler Kooperation zum wechselseitigen Vorteil. Der Wandel Russlands in den 1990er Jahren sei von den Vereinigten Staaten nicht gewürdigt worden, bei Transformationsschwierigkeiten der russischen Wirtschaft habe man nicht geholfen. Dazu komme die Ausweitung der NATO als weitere Wurzel des Konflikts zwischen USA und Russland. Die USA solle sich stattdessen stärker in den Vereinten Nationen engagieren, ausstehende Konventionen ratifizieren und sich wieder dem Pariser Klimaabkommen anschließen, Entwicklungshilfe verstärken und Migration an die ökonomischen Notwendigkeiten des Landes anpassen. Am 19. Februar 2025 hielt Sachs eine Rede vor dem Europäischen Parlament, in der er Europa dazu aufforderte, sich von dem Einfluss der USA zu befreien und einen eigenen außenpolitischen Kurs einzuschlagen.
Nach Gideon Rachmans Rezension (Financial Times) stellt Sachs den Exzeptionalismus als das bestimmende Merkmal der amerikanischen Herangehensweise an die Welt im 20. Jahrhundert dar, dem Trumps „America First“-Ideologie noch Fremdenfeindlichkeit, Rassismus und Protektionismus hinzufügt habe. Er sieht in Sachs’ Argumentation eine Abkehr von der Annahme, dass Amerika als Kraft des Guten in der Welt gewirkt habe. Sachs beharre auf der globalen Natur der Probleme der Menschheit und fordere daher ein neues Engagement für UNO, Klima, Krankheiten und Flüchtlinge. Den großen Fehler seines Ansatzes sieht Rachmann darin, dass er die US-Außenpolitik hart und skeptisch beurteile, dies aber gegenüber Russland und China unterlasse. Er glaube weitgehend der russischen Darstellung der Kriege in der Ukraine und in Syrien und „ignoriert dabei nicht nur die Ansichten der politischen Entscheidungsträger in Washington, sondern auch der mitteleuropäischen Länder, der syrischen Opposition und der meisten Nachbarn Syriens“. Ähnlich unkritisch verfahre er bei Reden von Präsident Xi Jinping vor dem Kongress der Kommunistischen Partei in Peking im Jahr 2017. John Glaser (Cato Institute) sieht die These von Sachs’ „außenpolitischem Traktat für Laien“ darin, dass die selbstgerechte Idee, über dem Recht zu stehen, es begründen und brechen zu dürfen, die US-Außenpolitik zu den Extremen internationaler Heuchelei und unerbittlichen militärischen Interventionismus getrieben habe. Dadurch seien Ressourcen verschwendet, neue Feinde geschaffen und Gelegenheiten friedlicher Zusammenarbeit verpasst worden. Glaser sieht in der Darstellung Sachs’ Vereinfachungen, Polemik und Mangel an Nuancen, die allgemeine Stoßrichtung von Sachs’ Argument sei jedoch sowohl vernünftig als auch überzeugend. Der Rezensent bezieht sich dabei auf Sachs’ Kritik der NATO-Erweiterung, des Irak-Kriegs und der Intervention in Libyen, der Brüche internationaler Normen und der Kündigung von Abrüstungsabkommen. Die angebliche Gefährdung durch China und Russland betrachte Sachs als self fulfilling prophecy. Um die USA aus einem neuen Krieg herauszuhalten, müsse unter anderem die CIA umstrukturiert werden, der Kongress müsse seine Entscheidungsbefugnis über Krieg und Frieden wiederherstellen. Sowohl Sachs’ Diagnose als auch sein Rezept, so Glaser, passten gut in eine sich entwickelnde Debatte über die Zukunft der US-Großstrategie, in der Zurückhaltung und Diplomatie wichtig seien. In seiner Rezension von 2019 verweist Anton Peez auf der Rezensionsseite der London School of Economics and Political Science auf die Definition von Exzeptionalismus als „'inhärentes Recht, die internationalen Verkehrsregeln zu machen und zu brechen' – eine Vorstellung, von der 'America First' eine rassistische und populistische Variante ist“. Peez findet Sachs’ „Linse des Sicherheitsdilemmas“ hilfreich, um zu argumentieren, dass „'was für [die USA] wie eine offensive Aktion aussieht, der Versuch eines Staates sein kann, sich zu verteidigen'“. Er fordert Sachs jedoch auf, die Menschenrechtsstandards, die er zu Recht auf die USA anwendet, auch auf Russland und China anzuwenden.

## Mitgliedschaften und Funktionen
- 1996: Aufnahme in die American Academy of Arts and Sciences (USA)
- 2021: Mitglied der Päpstlichen Akademie der Sozialwissenschaften[50]

## Veröffentlichungen (Auswahl)
- Developing country debt and economic performance (National Bureau of Economic Research Project Report). University of Chicago Press, Chicago, Ill. 1989

1. The international financial system, ISBN 0-226-73332-7.
2. Country studies. Argentina, Bolivia, Brazil, Mexico, ISBN 0-226-73333-5.
3. Country studies. Indonesia, Korea, Philippines, Turkey, ISBN 0-226-73335-1.

- Developing country debt and the world economy (National Bureau of Economic Research Project Report). University of Chicago Press, Chicago, Ill. 1989, ISBN 0-226-73338-6.
- Development economics. Inframarginal versus marginal analysis. OUP, Oxford 2001, ISBN 0-631-22003-8.
- Das Ende der Armut. Ein ökonomisches Programm für eine gerechtere Welt (The end of poverty). Edition Pantheon, München 2006, ISBN 3-570-55012-5.
- In die Entwicklung investieren. Ein praktischer Plan zur Erreichung der Millenniums-Entwicklungsziele (Investing in development). Vereinte Nationen, New York 2005.
- Makroökonomik in globaler Sicht (Macroeconomics in the global economy). Oldenbourg Verlag, München 2001, ISBN 3-486-25826-5 (zusammen mit Felipe Larraín Bascuñán)
- Poland’s jump to the market economy (Lionel Robbins Lectures; 3). MIT Press, Cambridge, Mass. 1994, ISBN 0-262-69174-4.
- The rule of law and economic reform in Russia (John M. Olin Critical Issues Series). Westview Press, Boulder, Colo. 1997, ISBN 0-8133-3314-8 (zusammen mit Katharina Pistor)
- Stagflation in the World Economy. University Press, Cambridge, Mass. 1985, ISBN 0-674-23475-8 (zusammen mit Michael Bruno)
- Wohlstand für viele. Globale Wirtschaftspolitik in Zeiten der ökologischen und sozialen Krise (Common wealth). Siedler, München 2007, ISBN 978-3-88680-860-1.
- The Age of Sustainable Development. Columbia University Press, New York 2015, ISBN 978-0-231-17315-5.
- The Ages of Globalization: Geography, Technology, and Institutions. Columbia University Press, New York 2015, ISBN 978-0-231-19374-0.
- A New Foreign Policy. Beyond American Exceptionalism. Columbia University Press. New York 2018, ISBN 978-0-231-18848-7.
- Diplomatie oder Desaster. Zeitenwende in den USA – Ist Frieden möglich?. Westend Verlag, Neu-Isenburg 2024, ISBN 978-3-86489-478-7

## Ehrungen und Auszeichnungen
- 1991: Frank E. Seidman Award in Political Economy
- 1999: Commander's Cross of the Order of Merit der Republik Polen
- 2000: Bernhard-Harms-Preis des Instituts für Weltwirtschaft Kiel[51]
- 2007: Padma Bhushan Orden (Indien)
- 2009: Weltwirtschaftlicher Preis (Deutschland)
- 2015: Blue Planet Prize
- 2015: Quartz Podcast Award for best business/economics podcast of 2015 (Conversion Tyler Cowen / Jeffrey Sachs)
- 2017: Globart Award (Österreich)
- 2017: World Sustainability Award of the World Sustainability Forum, zusammen mit seiner Ehefrau Sonia Ehrlich Sachs
- Aufnahme in das Institute of Medicine
- Aufnahme in die Harvard Society of Fellows
- Fellow of the World Econometric Society
- Boris Mints Institute Prize an der Tel Aviv University
- 2022: Tang Prize für nachhaltige Entwicklung